# Cryptopelta keiensis
Cryptopelta keiensis is een slangster uit de familie Ophiodermatidae.
De wetenschappelijke naam van de soort werd in 1933 gepubliceerd door Theodor Mortensen.